# Arno Saxén
Arno Saxén, född 30 maj 1895 i Jyväskylä, död 12 november 1952 i Helsingfors, var en finländsk läkare, specialist i öron-, näs- och strupsjukdomar. Han var far till Erkki och Lauri Saxén.
Saxén blev medicine och kirurgie doktor 1925. Han blev docent i öron-, näs- och strupsjukdomar 1928 och professor i patologisk anatomi från 1938. Han var även verksam som militär- och försäkringsläkare.
Saxén forskade kring histopatologin vid sin specialitets sjukdomar. Han var medlem av den internationella kommission som 1943 undersökte liken av de av sovjetregimen avrättade polska officerarna i Katyn.